# 塔吉什湖隕石
塔吉什湖隕石在2000年1月18日16:43Z墜落在加拿大 英屬哥倫比亞西北部的塔吉什湖地區。

## 歷史
塔吉什湖隕石於2000年1月18日16:43 (育空當地08:31) 在大氣層50—30（31—19英里）的高度發生爆炸之後墜落了許多碎片，估計它的總能量相當於1.7千噸。在明亮的火球報告之後，從加拿大的育空南部和英屬哥倫比亞北部冰凍的湖面上蒐集到超過500顆的隕石碎片。事後在相關聯的火球留在大氣層的尾跡照片，和美國國防部衛星資訊產生的流星軌跡，通過火球和高空爆炸引發衛星的感應器，以及地震儀陣列的感測，找到了許多墜落在冰凍的塔庫阿姆湖表面上的碳質球粒隕石。

## 流星體
估計塔吉什湖流星體在進入地球的大氣層之前的直徑大約是4米，直量約為56公噸。然而，估計在大氣層高處燒蝕和幾次碎裂事件之後，殘餘的質量只有1.3公噸，也就是說大約97%都被蒸發了，許多都成為在事件後12小時，於日落後出現在埃德蒙頓的西北方同溫層中出現的夜光雲。但1.3公噸的岩石碎片，只發現和收集到10（22磅） (大約 1%)。 

## 標本
塔吉什湖隕石被歸類為碳質球粒隕石未分類的C2群。塔吉什湖隕石的碎片是暗灰色到幾乎黑色的顏色，夾雜著淺色的小雜質，最大的碎片重約2.3公斤T。除了帶灰色的熔融外殼，隕石的外觀有如木炭般的煤球 。碎片在2000年1月下旬由當地的居民收集後，在凍結的狀態下被送至研究機構。與來自NASA的研究人員合作，對這些新鮮的隕石進行初期的研究。降雪覆蓋的其餘碎片，直到2000年4月才在卡爾加里大學和西安大略大學研究人員的努力下尋獲。後來的這些碎片大多數是沉在幾公分到超過20公分厚的冰內，並且不得不從冰川的融水孔或凍結的塔吉什湖表面剪切下冰塊來收集新鮮的碎片。
原始的塔吉什湖隕石總計超過850公克，目前收集在皇家安大略省博物館和阿爾伯塔大學內。在2000年4-5月搜尋到的是混雜的次級碎片，主要收藏在卡爾加里大學和西安大略大學。

## 分析和分類
分析顯示塔吉什湖隕石碎片的基元類型，包含未改變的星際塵埃顆粒，可能是創建太陽和太陽系星雲材料的一部分。這個隕石顯示一些與兩種最原始的碳質球粒隕石，CI和CM，相似之處；但它與其中的任何一種都極不相同。塔吉什湖隕石的密度比其它類型的球粒隕石都低很多，實際上它由兩種稍有不同的岩石類型組成。這兩種岩石之間主要的差別是在碳酸鹽類礦物的豐盈度；其中一種缺乏碳酸鹽，而另一種則有豐富的碳酸鹽。
在隕石中有著複雜的有機材料組件，因此可能最初是在星際物質中/或太陽的行星盤中形成，但隨後可能在隕石的小行星母體上被改變了。
在塔吉什湖隕石中的碳有一部分被稱為奈米鑽石 －非常微小的鑽石顆粒，有些只有數微米的大小。事實上，塔吉什湖隕石包含的奈米鑽石多於其它的隕石。

## 來源
依據目擊者的報告，隕石進入時的火球和在經過之後留存可見達半小時之久的痕跡照片校準，科學家已經成功的計算出它撞擊到地球之前的軌道。雖然沒有直接捕獲到火球的照片，火球的路徑由兩張在事件發生後數分鐘 ，經過校準的照片中推算出了進入的角度。目擊者在育空附近白馬鎮的報告，精確的指出在地面那一側的軌道方位。它被發現塔吉什湖隕石在進入之前是阿波羅族的軌道，這是從小行星帶內側過來的。目前，只有11顆墜落隕石的進入軌道是基於火球本身由兩個或更多不同角度拍攝的照片或錄影，被準確的確認。
對隕石反射光譜的進一步研究顯示它極有可能起源於(773) Irmintraud，一顆D-型小行星。

## 外部連結
- Tagish Lake meteorite may have held early forms of life, believe scientists （页面存档备份，存于）
- Ancient rock star finds a home at the University of Alberta （页面存档备份，存于）
- Researchers' website （页面存档备份，存于）
- The Geological Society; Article/Analysis
- Brief Abstract （页面存档备份，存于）
- Tagish Lake meteorite specimen pictures